# Who Are My Parents?
Who Are My Parents? (o A Little Child Shall Lead Them) è un film muto del 1922 diretto da J. Searle Dawley. La sceneggiatura di Paul Sloane si basa su The Divine Gift, racconto di Merle Johnson. Prodotto e distribuito dalla Fox Film Corporation, il film aveva come interpreti L. Rogers Lytton, Peggy Shaw, Florence Billings, Ernest Hilliard, Robert Agnew, Adelaide Prince, Niles Welch.

## Trama

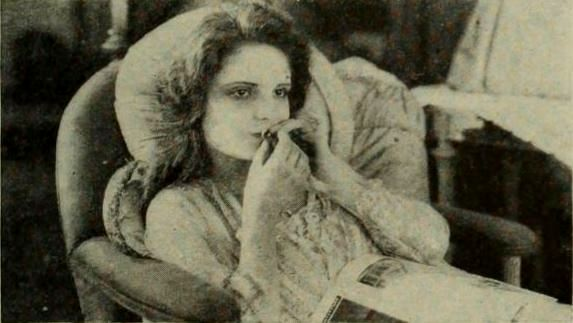
Peggy Shaw

Betty, la figlia minore del colonnello Lewis, scappa di casa quando il padre si oppone alle sue nozze con Bob Hale, il suo innamorato. I due giovani si sposano ma poi Bob resta ucciso in un incidente automobilistico. Quando il colonnello scopre che Betty è incinta, la porta via e, alla nascita di una bambina, dice alla figlia che è nata morta. In realtà, dopo avergliela sottratta, la ha abbandonata in un orfanotrofio.

Passa qualche tempo. Betty si risposa con Ken Tyler ma nasconde al marito - dietro richiesta del colonnello - il suo precedente matrimonio. Un giorno, in visita a un orfanotrofio insieme alla sorella Barbara che vuole adottare un bambino, trova la figlia perduta e la porta a casa con sé. Deve però ammettere con il marito che quella è sua figlia. Lui, all'inizio, minaccia di andarsene. Sua madre, però, riesce a convincerlo: Ken si arrende e accetta la bambina.

## Produzione
Il film fu prodotto dalla Fox Film Corporation.

## Distribuzione
Il copyright del film, richiesto dalla Fox Film Corp., fu registrato il 26 novembre 1922 con il numero LP19031.

Distribuito dalla Fox Film Corporation, il film uscì nelle sale cinematografiche statunitensi il 26 novembre 1922 dopo essere stato presentato in prima a Boston in settembre. Il 31 agosto, Film Daily aveva annunciato che il film, con il titolo A Little Child Shall Lead Them sarebbe stato presentato il giorno seguente al Lyric Theatre di New York.
Non si conoscono copie ancora esistenti della pellicola che viene considerata presumibilmente perduta.